# 上霍森巴赫
上霍森巴赫是德国莱茵兰-普法尔茨州的一个市镇。总面积4.14平方公里，总人口153人，其中男性78人，女性75人（2011年12月31日），人口密度37人/平方公里。